# Bengt-Urban Fransson
Rainer Bengt-Urban Bubbe Fransson, ursprungligen Rainer Bengt Urban Fransson, född 31 mars 1969 i Arjeplogs församling i Norrbottens län, död 27 juli 2015 i Spanien (folkbokförd i Arjeplogs församling), var en svensk politiker för Socialdemokraterna. Han har också varit lärare och rektor i Arjeplog.
Han var kommunalråd i Arjeplogs kommun efter riksdagsvalet 2002 till den 31 juli 2009. Inför riksdagsvalet 2006 uppmärksammades Fransson som Sveriges enda öppet homosexuella kommunalråd. 
Dagen efter att Fransson avgick som kommunalråd, 1 augusti 2009, blev han politisk chefredaktör på Piteå-Tidningen och fortsatte vara det till sin död.
Fransson, populärt kallad Bubbe, var också känd för att ha medverkat i flera underhållningsprogram i TV (främst frågesport) och för sitt intresse för Melodifestivalen, som han kommenterade i länets media vid upprepade tillfällen. Från 2013 var han även ordförande för Melodifestivalklubben.
Bengt-Urban Fransson dog under en semester i södra Spanien 2015.

## TV-medverkan ifrågesportochunderhållning
- 24 karat, SVT2 (då TV2), början av 90-talet
- Nio Liv, (SVT1), 1996
- Rena natta, SVT1, 1997
- Postkodmiljonären, TV4, 2007-01-06
- Glasklart, SVT1, 2008-04-11[11]
- Vem vet mest?, SVT2, 2009-01-26, 2010-03-26
- Svagaste länken, Sjuan, 2011-11-09
- Fantasterna, TV4, 2013-04-01
- Jeopardy, TV8, 2014-11-13